# Selenops actophilus
Espèce
Selenops actophilus est une espèce d'araignées aranéomorphes de la famille des Selenopidae.

## Distribution
Cette espèce se rencontre aux États-Unis au Texas, en Arizona et en Californie et au Mexique en Basse-Californie, au Sonora, au Sinaloa et au Chihuahua,,.

## Description
Le mâle décrit par Crews en 2011 mesure 8,60 mm et la femelle 8,68 mm.

## Publication originale
- Chamberlin, 1924 : The spider fauna of the shores and islands of the Gulf of California. Proceedings of the California Academy of Sciences, vol. 12, p. 561-694 (texte intégral).